# جون هنري تيلدن
جون هنري تيلدن (بالإنجليزية: John Henry Tilden) هو طبيب أمريكي، ولد في 21 يناير 1851 في فان بورنسبورغ في الولايات المتحدة، وتوفي في 1 سبتمبر 1940 في دنفر في الولايات المتحدة.